# Acta Solemne de la Declaración de Independencia de la América Septentrional

Territorio de América Septentrional declarado independiente.

El Acta Solemne de la Declaración de Independencia de la América Septentrional es el primer documento legal donde se proclama la separación de la Nueva España con respecto de la metrópoli española. Fue firmada el 6 de noviembre de 1813 por los diputados al Congreso de Anáhuac, convocado por José María Morelos y Pavón e instalado en la ciudad de Chilpancingo, Guerrero el 13 de septiembre del mismo año.
Esta acta recoge algunos de los principales pronunciamientos políticos contenidos en los llamados "Sentimientos de la Nación", documento leído por José María Morelos y Pavón el 14 de septiembre ante los diputados de las provincias liberadas del sur de Nueva España.
Este documento señala que, dadas las circunstancias en Europa —la ocupación de España por parte del ejército napoleónico—, la América recupera la soberanía que le fue usurpada aunque sin señalar de qué manera. Por lo tanto, la unión entre las colonias ultramarinos y la metrópoli quedaba disuelta. Asimismo reconoce como religión única en los territorios americanos a la católica, y define penas para aquellas personas que contravengan la guerra insurgente o se negaran a apoyarla financieramente.
Fue firmada por:
- Andrés Quintana Roo
- Ignacio López Rayón
- José Manuel de Herrera
- Carlos María Bustamante
- José Sixto Verduzco
- José María Liceaga
- Cornelio Ortiz de Zárate

## Historia
En un primer momento la lucha revolucionaria fue liderada por Miguel Hidalgo y Costilla y, a su muerte, por José María Morelos. Fue justamente Morelos quien llevó al movimiento independentista más allá de las armas. Fue el propulsor de la Declaración de la Independencia de México.
Una de las primeras instituciones creadas por el movimiento independentista fue la Suprema Junta Gubernativa de América. Su creador fue Ignacio López Rayón. La labor de la Suprema Junta comenzó en agosto de 1811, en Zitácuaro. Gracias a la formación de esta Junta se logró que el núcleo de la primera sublevación se mantuviera unido.
Sin embargo, el principal objetivo de la Suprema Junta Gubernativa de América (promulgar una Constitución) fracasó y la institución terminó disolviéndose en 1813, desalojada por las tropas realistas de Calleja.
En la interna de la revolución, López Rayón y Morelos sostenían diferentes proyectos para la nueva nación. López Rayón pensaba que la soberanía residía en el rey y, por lo tanto, buscaba instaurar una monarquía. Por el contrario, Morelos sostenía que el pueblo era el depositario de la soberanía, apuntaba a que México fuera una democracia.
Siguiendo sus ideas democráticas, Morelos lanzó una convocatoria para que se eligieran diputados para instalar un Congreso. Dos diputados fueron elegidos por voto popular y seis fueron nombrados como representantes de la “parte oprimida de la nación”. A ello se sumaban los vocales de la Junta de Zitácuaro.
El Congreso de Anáhuac inició su actividad el 14 de septiembre de 1813. Esta nueva institución sustituyó a la disuelta Junta de Zitácuaro.
Al inaugurarse el Congreso, Morelos pronunció el célebre documento llamado Sentimientos de la Nación. En este discurso el líder de la revolución defiende la importancia que tienen en una nación los derechos humanos y la libertad. Este mensaje tuvo una gran repercusión, por lo que es considerado el primer antecedente de un documento fundacional del estado mexicano.
Pocos después, el 6 de noviembre de 1813 el Congreso de Anáhuac hizo la Declaración de Independencia, que rompía con tres siglos de dominación colonial. El Congreso firmó el "Acta Solemne de la Declaración de Independencia de la América Septentrional" redactada por Carlos María de Bustamante. 

(sic) "El congreso de Anáhuac legítimamente instalado en la ciudad de Chilpantzingo de la América septentrional por las provincias de ella: declara solemnemente, á presencia del Sr. Dios, árbitro moderador de los imperios y autor de la sociedad, que los da y los quita según los designios inescrutables de su providencia, que por las presentes circunstancias de la Europa ha recobrado el ejercicio de su soberanía usurpado: que en tal concepto queda rota para siempre jamás, y disuelta la dependencia del trono español: que es árbitro para establecer las leyes que le convengan para el mejor arreglo y felicidad interior, para hacer la guerra y paz, y establecer alianzas con los monarcas y repúblicas del antiguo continente; no menos que para celebrar concordatos con el sumo Pontífice romano, para el régimen de la Iglesia Católica, Apostólica, Romana, y mandar embajadores y cónsules: que no profesa ni reconoce otra religión más que la católica, ni permitirá ni tolerará el uso público ni secreto de otra alguna: que protegerá con todo su poder, y velará sobre la pureza de la fé y de sus dogmas, y conservación de los cuerpos regulares: declara por reo de alta traición á todo el que se oponga directa ó indirectamente á su independencia, ya protegiendo á los europeos opresores, de obra, palabra ó por escrito, ya negándose á contribuir con los gastos, subsidios y pensiones, para continuar la guerra, hasta que su independencia sea conocida por las naciones extranjeras; reservándose al congreso presentar á ellas por medio de una nota ministerial, que circulará por todos los gabinetes, el manifiesto de sus quejas y justicia de esta resolución, reconocida ya por la Europa misma."

Este documento es el primero que hizo referencia al primer término o nombre propio con el que se conocería al nuevo país. La denominación "América Septentrional" hacía clara referencia al nombre usado por la Constitución de Cádiz, para delimitar el territorio del Imperio español que correspondía al Virreinato de Nueva España y sus áreas dependientes (Capitanía General de Guatemala, Cuba, Florida, Puerto Rico y la parte española de la isla de Santo Domingo —hoy República Dominicana—), asumiendo con ello, que ese era el espacio geográfico sobre el cual se constituiría la nueva nación.